# Drosophila excita
Drosophila excita är en tvåvingeart som beskrevs av Ermanno Giglio-Tos 1893. Drosophila excita ingår i släktet Drosophila och familjen daggflugor.
Artens utbredningsområde är Mexiko.